# Pine Level (Autauga County, Alabama)
Pine Level ist eine Town und ehemalige CDP im Autauga County im US-Bundesstaat Alabama, nördlich von Prattville und westlich von Deatsville. Die Siedlung liegt in der Metropolregion Montgomery.

## Geografie
Pine Level befindet sich entlang des U.S. Highway 31 etwa 29 km nordwestlich von Montgomery und 124 km südlich von Birmingham, beides über die Interstate 65 zu erreichen. Das Gemeindegebiet liegt im Bereich der Kreuzung von U.S. 31 mit den County Roads 40 und 107. Südlich der Stadt befindet sich ein großes Flachland, das der Gemeinde ihren Namen gab.

## Geschichte
Von 1941 bis 1945 befand sich nördlich der Stadt das Deatsville Auxiliary Field, ein USAAF-Ausbildungsflugplatz, der zu Gunter Field in Montgomery gehörte. Nach dem Zweiten Weltkrieg wurde das Gelände wieder als Farmland genutzt.
Am 26. September 2023 stimmten die Einwohner in einem Referendum für die Incorporation als Town. 59 Stimmen entfielen auf „Ja“ und 43 auf „Nein“. Damit sollte verhindert werden, dass angrenzende Städte Pine Level eingemeinden und um lokale Steuereinnahmen zu sichern. Am 5. Dezember 2023 fanden die ersten Kommunalwahlen statt, bei denen Zachary Bigley zum Bürgermeister gewählt wurde. Die Amtseinführung erfolgte am 11. Dezember 2023.

## Bildung
In Pine Level befinden sich die Pine Level Elementary School und die Marbury High School, letztere jedoch außerhalb der Stadtgrenze. Beide Einrichtungen gehören zum Autauga County School System.

## Öffentliche Sicherheit
Die Feuerwehr ist das Pine Level Fire Department.